# Список вымышленных персонажей, удостоенных звезды на Голливудской «Аллее славы»
Голливудская «Аллея славы» (англ. Hollywood Walk of Fame) — ряд тротуаров по обеим сторонам улицы на протяжении пятнадцати кварталов на Голливудском бульваре и на протяжении трёх кварталов на Вайн-стрит, в Голливуде (Лос-Анджелес, Калифорния, США), которые служат общественным памятником достижений в индустрии развлечений. Аллея была открыта в 1958 году. К 2018 году более 2500 пятиконечных медных Звёзд вмонтированы в террацовые плиты тротуара. «Аллея славы» представлена именами актёров, музыкантов, продюсеров, директоров музыкальных и театральных групп, вымышленных и реальных персонажей и многих других за их вклад в индустрию развлечения и искусства.

## Общие данные
Из этих тысяч звёзд 19 принадлежат вымышленным персонажам. Из них:
- В 1970-х годах звезды был удостоен 1 персонаж
- В 1980-х — 2
- В 1990-х — 2
- В 2000-х — 7 (семья Симпсонов, Жевуны и «Ох уж эти детки!» имеют по одной звезде на «группу»)
- В 2010-х — 6 (Маппеты и «Элвин и бурундуки» имеют по одной звезде на «группу»)
- В 2020-х — 1
- 8 звёзд принадлежат персонажам The Walt Disney Company
- 14 звёзд присуждены за вклад в развитие киноиндустрии, 5 — за вклад в развитие телевидения

## Список
Сортировка по умолчанию — хронологическая
| Персонаж          | Изображение | Правообладатель                    | Создатель                              | Дата заложения звезды | Причина |
| ----------------- | ----------- | ---------------------------------- | -------------------------------------- | --------------------- | --- |
| Микки Маус        |             | The Walt Disney Company            | Уолт Дисней Аб Айверкс                 | 13 ноября 1978        | За роли в мультфильмах, в честь 50-й годовщины.                                                                                   |
| Багз Банни        |             | Warner Bros.                       | Текс Эйвери                            | 10 декабря 1985       | За роли в мультфильмах Looney Tunes.                                                                                              |
| Белоснежка        |             | The Walt Disney Company            | Братья Гримм Хэмилтон Люск Уолт Дисней | 28 июня 1987          | За роль в мультфильме «Белоснежка и семь гномов», к его 50-й годовщине.                                                           |
| Вуди Вудпекер     |             | Universal Studios                  | Уолтер Ланц                            | 13 сентября 1990      | За роли в своих мультфильмах. |
| Большая Птица     |             | Sesame Workshop                    | Джим Хенсон                            | 21 апреля 1994        | За роль в «Улице Сезам». |
| Симпсоны          |             | 20th Century Fox                   | Мэтт Грейнинг                          | 14 января 2000        | В честь 10-й годовщины мультсериала.                                                                                              |
| Ох уж эти детки!  |             | Nickelodeon                        | Арлин Класки Габор Чупо Пол Гермейн    | 28 июня 2001          | В честь 10-й годовщины мультсериала.                                                                                              |
| Лягушонок Кермит  |             | The Walt Disney Company            | Джим Хенсон                            | 14 ноября 2002        | За главную роль в «Маппет-шоу».                                                                                                   |
| Дональд Дак       |             | The Walt Disney Company            | Уолт Дисней                            | 9 августа 2004        | За роли в мультфильмах. |
| Годзилла          |             | Toho                               | Томоюки Танака                         | 29 ноября 2004        | За роли в фильмах. |
| Винни-Пух         |             | The Walt Disney Company            | Алан Милн Уолт Дисней                  | 11 апреля 2006        | За роли в своих мультфильмах. |
| Жевуны            |             | Turner Entertainment               | Лаймен Баум                            | 20 ноября 2007        | За роль в фильме «Волшебник страны Оз» (1939).                                                                                    |
| Шрек              |             | Universal Studios                  | Уильям Стейг                           | 20 мая 2010           | За роли в своих полнометражных мультфильмах.                                                                                      |
| Динь-Динь         |             | The Walt Disney Company            | Джеймс Барри                           | 21 сентября 2010      | За свою роль без слов во всех фильмах о Нетландии.                                                                                |
| Маппеты           |             | The Walt Disney Company            | Джим Хенсон                            | 20 марта 2012         | За свои роли в фильмах. |
| Снупи             |             | Peanuts Worldwide                  | Чарльз Шульц                           | 2 ноября 2015         | За свои роли в фильмах и мультфильмах Peanuts.                                                                                    |
| Минни Маус        |             | The Walt Disney Company            | Уолт Дисней Аб Айверкс                 | 22 января 2018        | За свои роли в мультфильмах, и за выдающееся влияние на моду с дебютного появления на экранах (1928 год), в честь 90-й годовщины. |
| Элвин и бурундуки |             | Liberty Records                    | Росс Багдасарян-старший                | 14 марта 2019         | За свои альбомы, телешоу и фильмы; в честь 60-летия группы.                                                                       |
| Бэтмен            |             | DC Comics (Warner Bros. Discovery) | Боб Кейн Билл Фингер                   | 26 сентября 2024      | За свои роли в фильмах. В честь 85-летия персонажа. (Первая подобная звезда, которой удостоился супергерой).                      |

Также звёзд на Аллее славы удостоены три собаки: Лесси, Рин Тин Тин и Стронгхарт — все в феврале 1960 года.
14 июля 2005 года звезду на Аллее славы получил парк развлечений Диснейленд в честь 50-й годовщины работы. На звезде изображён Замок Спящей красавицы.